# إمبراطورية غوار (فلم)
إمبراطورية غوار فيلم كوميديا سياسية سوري للممثل الكوميدي دريد لحام عام 1982، ومقتبس عن قصص للأديب السوري زكريا تامر وهو آخر أفلام المخرج السوري مروان عكاوي. يسخر الفيلم من حالة الاستبداد التي تصيب من كان يسعى للتحرر من الديكتاتورية فتحول بذاته إلى ديكتاتور.

## قصة الفيلم
تدور أحداث الفيلم في حارة دمشقية قديمة في سوريا، حيث يتقاسم حكم الحارة اثنان من الزعران هما أبو جميل وأبو عناد، ويعيش في هذه الحارة المطهر غوار، وبعد عدة مواقف يقود غوار مع أهل الحارة انقلابا للإطاحة بالزعماء المستبدين، ومع وصول غوار للزعامة يفرض عهدا جديدا من الاستبداد يفوق سابقيه فظاعة، ويتضح ان ظلمه فاق ظلمهم.

## رمزية الفيلم
بعد ثورات ما يعرف بالربيع العربي، ووصول طبقة جديدة من الحكام الفاسدين لا تختلف عمن تمت الإطاحة بهم، استخدم الفيلم من قبل العديد من الصحفيين والسياسيين لوصف الحالة المتردية التي آلت إليها الثورات ووصول ديكتاتوريين جدد وعدم تحقيق الأهداف المنشودة من حرية وازدهار اقتصادي، ومثال ذلك الكاتب اللبناني وسام صعب، والتونسي عصمت القاسم، وفي كتاب من هنا يبدأ التغيير، للكاتب السعودي تركي الحمد.
وكأننا نعيش في «إمبراطورية غوار» أو «ضيعة تشرين»، لقد نجحت ثورات العرب شكلاً وأخفقت مضمونا. من هنا يبدأ التغيير - تركي الحمد

## طاقم العمل[5]
```
تمثيل
```

- دريد لحام: غوار.
- ناجي جبر: الحوت.
- هاني الروماني: أبو جميل.
- محمد خير حلواني: أبو عناد.
- هيثم جبر: أبو هدى.
- محمد العقاد: الدبور.
- عبد الهادي صباغ: الأستاذ محمد.
- عمر حجو: الحارس أبو أمين.
- ياسين أرناؤوط.
- أحمد رافع.

```
تأليف
```

- قصة: زكريا تامر.
- سيناريو وحوار محمد مرعي فروح.

```
إخراج
```

- مروان عكاوي: مخرج.
- زهير ديوب: مساعد مخرج.

## اقرأ أيضا
- قائمة أفلام دريد لحام.
- سينما سوريا.